# Стрем-Эриксен, Анне-Грете
Анне-Грете Стрем-Эриксен (норв. Anne-Grete Hjelle Strøm-Erichsen; род. 21 октября 1949, Берген) — норвежский политический и государственный деятель. Член Рабочей партии. В прошлом — министр обороны Норвегии с 2005 по 2009 год и снова с 2012 по 2013 год. Также была министром здравоохранения с 2009 по 2012 год. В местной политике она была на посту мэра Бергена с 1999 по 2000 год и его главным комиссаром с 2000 по 2003 год.

## Биография
Анне-Грете Стрем-Эриксен родилась 19 октября 1949 года в Бергене, Норвегия. Получила образование в университетском колледже Бергена в 1974 году. Затем она училась в школе технологий Южной Дакоты в Соединенных Штатах до 1981 года и работала с информационными системами в Бергенском университете до 1984 года. Позже работала старшим консультантом в Siemens Nixdorf с 1988 по 1991 год и BDC с 1991 по 1995 год.
Была мэром Бергена с 1999 по 2000 год и председательствовала в городском совете с 2000 по 2003 год. Будучи мэром, она была президентом Организации Всемирного наследия городов с 1999 по 2001 год. Она также возглавляла партийный округ с 1997 года 1999 год и была членом Центрального комитета Рабочей партии с 2002 по 2007 год.
Она была избрана в стортинг из Хордаланна на выборах 2005 года. 17 октября 2005 года она была назначена министром обороны в красно-зелёной коалиции, во главе с Йенсом Столтенбергом.
После выборов 2009 года она была назначена министром здравоохранения.
21 сентября 2012 года она была вновь назначена министром обороны.
Летом 2013 года под её руководством, стортинг решил ввести гендерно-нейтральную повинность в норвежских вооружённых силах, которая была введена в 2015 году под руководством её преемника, Ине Мари Эриксен Сёрейде.
Она не добивалась переизбрания на парламентских выборах 2013 года.